# درة دايي (بيش كوه زلاغي)
درة دایي (بالفارسية: دره دایی) هي قرية تقع في إيران في قسم بیش کوه زلاغي الریفي.